# Königshof und Burg Calbe
965 wurde der Königshof (Curtis regia) Calbe als solcher erwähnt, als bei der Osterfeier in der Pfalz Ingelheim Kaiser Otto I. auf Empfehlung seines Sohnes, des Mainzer Erzbischofs Wilhelm, die Calber Curtis zusammen mit dem Königshof Rosenburg am 26. März dem St.-Mauritius-Stift in Magdeburg schenkte. Schon 961 war diese Anlage als „Burgwardium“ bezeichnet worden, als Otto I. am 23. April in Wallhausen bei Sangerhausen dem Magdeburger Moritzkloster den Zehnten von den zum Burg-Bezirk gehörenden deutschen und slawischen Bewohnern überließ.

## Mögliche Entstehungszeit
Es ist anzunehmen, dass Anfänge des calbischen Königshofes schon in karolingischer Zeit existierten, da er direkt an einer alten Salz-, Bernstein- und Heerstraße dicht an der Saale lag. Die karolingische Heerstraße verlief durch das heutige Calbe von Magdeburg nach Halle (Giebichenstein). Um 810, im letzten Jahrzehnt seiner Regierung, hielt Karl der Große im nahe gelegenen Starasvorde an der Bode (Staßfurt) eine Heerschau ab.
Von der „Curtis regia“ Calbe gibt es bislang keine archäologischen Befunde.

## Lage

Vermutliche Lage der Curtis und Burg Calbe (rosa) sowie der Johannis-Baptistae-Kapelle (rot) (Karte: Ausschnitt aus dem Stich „Gegend der Stadt Calbe – Calegia“ in Johann Heinrich Hävecker: Chronica und Beschreibung der Städte Calbe, Acken und Wantzleben… Halberstadt 1720)

Die „Curtis regia“ befand sich im Gebiet des heutigen Stadtzentrums südlich der St.-Stephani-Kirche zwischen den heutigen Straßen: Kuhgasse, Bernburger und Ritterstraße.
K. Herrfurth wies anhand von Stadtakten überzeugend nach, dass die Taufkapelle des Königshofes die Kapelle „St. Johannis Baptistae“ war, deren Mauerüberreste noch an der Ecke Kuhgasse/Ritterstraße zu sehen sind.
Da Johannes der Täufer in besonderer Weise von Ottos Vater, Heinrich I., verehrt wurde und unter König Heinrich begonnen wurde, das Burgward-System entlang der Elbe-Saale-Linie aufzubauen, muss eine Entstehungszeit des Calber Königshofes (siehe oben) zumindest für Anfang des 10. Jahrhunderts angenommen werden.

## Weiterexistenz als erzbischöflicher Sitz

Mauerreste der noch im 18. Jahrhundert hier bezeichneten Johannis-Baptistae-Kapelle, die zum „Großen Hof“, der Curtis, gehört hatte

Als 967 und 968 auf Anregung und Wunsch Ottos I. in Ravenna das Moritzstift Magdeburg zum Erzstift erhoben wurde, fiel auch der Besitz der Calber Curtis an die Magdeburger Erzbischöfe, die diese immer häufiger als Zweit- und Sommersitz betrachteten. In der Folgezeit war nun immer wieder in den Quellen von der Burg Calbe (civitas, urbs) und von der Burgvorstadt (suburbium, später: Bernburger Vorstadt) die Rede. Die calbische Burg war im 10. Jahrhundert aus Holz erbaut, wie aus einem um 970 entstandenen Bericht des jüdischen Händlers und Gelehrten Ibrahim Ibn Jacub hervorgeht.
Noch 1489 wurde das südliche Stadttor das „Burgtor“ genannt, und der Turm an der schon teilweise abgerissenen südlichen Stadtmauer hieß 1745 weiterhin der „Burgturm“.

## Ende
Bis ins 13. Jahrhundert ist die Existenz des Calber Erzbischofs-Hofes urkundlich nachweisbar. Dann entsprach der jahrhundertealte Komplex nicht mehr den landesherrlichen Ansprüchen, und im 14. Jahrhundert wurde die Schlossfestung im Nordosten der Stadt erbaut. Die verfallenden Gebäude des Königshofes Calbe wurden abgerissen und der Komplex in die großzügige Stadterweiterung unter Erzbischof Dietrich von Portitz einbezogen (siehe Breite (Calbe)). Das Rittergut war ein Relikt und vermögensrechtlicher Nachfolger der alten Curtis.

## Quellen

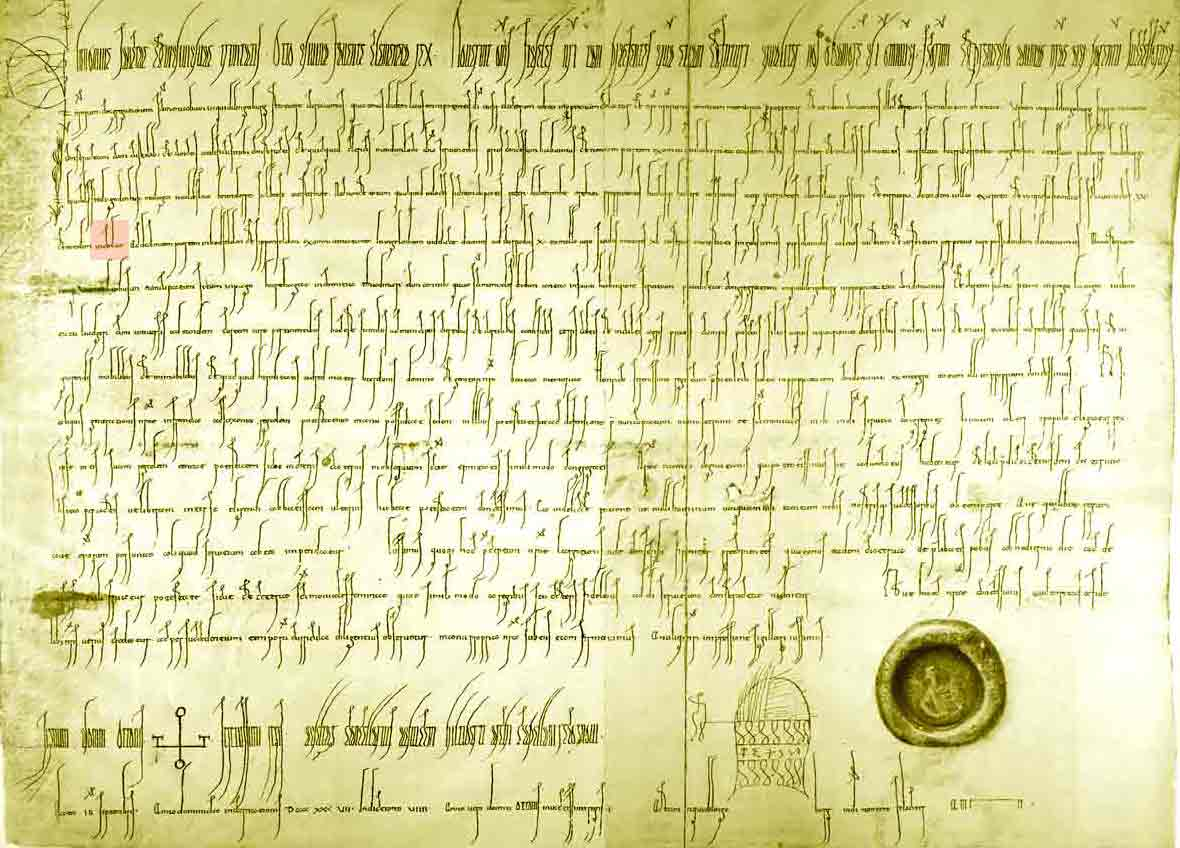
Urkunde von Otto I. vom 13. September 936